# Odargowo-Kolonia
Pour l’article homonyme, voir Odargowo (Poméranie).
Odargowo-Kolonia est une localité polonaise de la voïvodie de Poméranie et du powiat de Puck. 